# دولتشاهی (خرم‌آباد)
دولتشاهی کمالوند ( آیت اله کمالوند ) روستایی از توابع بخش مرکزی شهرستان خرم‌آباد در استان لرستان ایران است‌. جاده این روستا وابسته به زاهدشیر است و از خود راهی ندارد.

## جمعیت
این روستا در دهستان ده پیر قرار دارد و براساس سرشماری مرکز آمار ایران در سال ۱۳۸۵، جمعیت آن ۲۹۶ نفر (۶۴ خانوار) بوده‌است.